# Jaume Collet-Serra
Jaume Collet-Serra   (Sant Iscle de Vallalta, 23 de març de 1974) és un director de cinema i  productor català-estatunidenc.

## Biografia
Jaume Collet-Serra va néixer a Sant Iscle de Vallalta el 23 de març de 1974. Als 18 anys es va establir a Hollywood per tal de ser cineasta. Collet-Serra va començar estudiant cinema en una escola de cinema a Los Angeles i aviat va tenir les seves primeres experiències com a muntador. Després va enregistrar els seus primers videoclips musicals i anuncis comercials. Va passar diversos anys treballant en comercials amb actors, actrius i cantants de dilatada carrera, com ara Brad Pitt, Britney Spears o Enrique Iglesias.
Joel Silver el va remarcar el 2004 i amb la Warner Bros va dirigir La casa de cera; el rodatge va tenir lloc a Brisbane (Austràlia) el 2004 i la pel·lícula es va estrenar als Estats Units el 6 de maig de 2005 amb gran èxit (arribà a ser segona a la taquilla nord-americana) i amb polèmica afegida a causa de l'actuació de la famosa milionària Paris Hilton.
Durant la temporada 2005-2006 Jaume Collet-Serra va acceptar el projecte de The Walt Disney Company i Adidas per a realitzar la segona part de la trilogia Goal, que va ser rodada entre Londres i Madrid.
A l'hivern de 2007, Collet-Serra va treballar al Canadà en la seva última pel·lícula, L'òrfena, produïda per Joel Silver, i, entre d'altres, també per Leonardo di Caprio, ja que tots dos ja van treballar plegats en l'òpera prima de Collet-Serra, La casa de cera. Es va estrenar a Catalunya el 16 d'octubre de 2009.
El 2011 estrena el seu quart film, un thriller anomenat Sense identitat. Amb aquest assoleix bones crítiques i esdevé una reeixida comercial que ja en la primera setmana arriba al número 1 de la taquilla americana, esdevenint d'aquesta manera el primer director català a arribar-hi.
El 2017 es confirmà que seria el director de Suicide Squad 2. encara que al final va passar a mans del director James Gunn.

## Filmografia

### Pel·lícules
| Any  | Pel·lícula                | Com a    | Com a     | Com a |
| Any  | Pel·lícula                | Director | Productor |       |
| ---- | ------------------------- | -------- | --------- | ----- |
| 2005 | La casa de cera           | Sí       | No        |       |
| 2007 | Goal II: Living the Dream | Sí       | No        |       |
| 2009 | L'òrfena                  | Sí       | No        |       |
| 2011 | Sense identitat           | Sí       | No        |       |
| 2013 | Mindscape                 | No       | Sí        |       |
| 2014 | Non-Stop                  | Sí       | No        |       |
| 2014 | Eden                      | No       | Sí        |       |
| 2015 | Una nit per sobreviure    | Sí       | No        |       |
| 2015 | Extinction                | No       | Sí        |       |
| 2015 | Curve                     | No       | Sí        |       |
| 2016 | The Shallows              | Sí       | No        |       |
| 2018 | The Commuter              | Sí       | No        |       |
| 2020 | Jungle Cruise             | Sí       | No        |       |
| 2021 | Black Adam                | Sí       | No        |       |
|      | Victus                    | Sí       | No        |       |
|      | Suicide Squad 2           | Sí       | No        |       |
| 2024 | Equipatge de mà           | Sí       | No        |       |

### Televisió
| Any  | Títol                  | Com a    | Com a     | Com a |
| Any  | Títol                  | Director | Productor |       |
| ---- | ---------------------- | -------- | --------- | ----- |
| 2012 | The River (2 episodis) | Sí       | Sí        |       |
| 2018 | Reverie (1 episodi)    | Sí       | No        |       |